# Valea Mică, Covasna
Valea Mică (maghiară Kispatak) este un sat în comuna Boroșneu Mare din județul Covasna, Transilvania, România. Se află în partea de sud a județului, la poalele nordice ale munților Întorsurii.